# Svizzera all'Eurovision Song Contest 1974
La Selezione Svizzera per l'Eurofestival 1974 si svolse il 24 gennaio 1974.

## Canzoni in ordine di presentazione
| Posizione | Canzone                            | Artista           |
|           | Je veux vivre                      | Pierre Bardin     |
|           | È l'amore                          | Marisa Frigerio   |
|           | Frei                               | Peter, Sue & Marc |
|           | On se dira toujours "je t'aime"    | Françoise Rime    |
|           | A tucicabu                         | Gil & Leonia      |
|           | Ein wort von dir, ein wort von mir | Linda             |
|           | La vague de la mer                 | Tatjana           |
| 1.        | Mein ruf nach dir                  | Piera Martell     |